# Языки Азербайджана

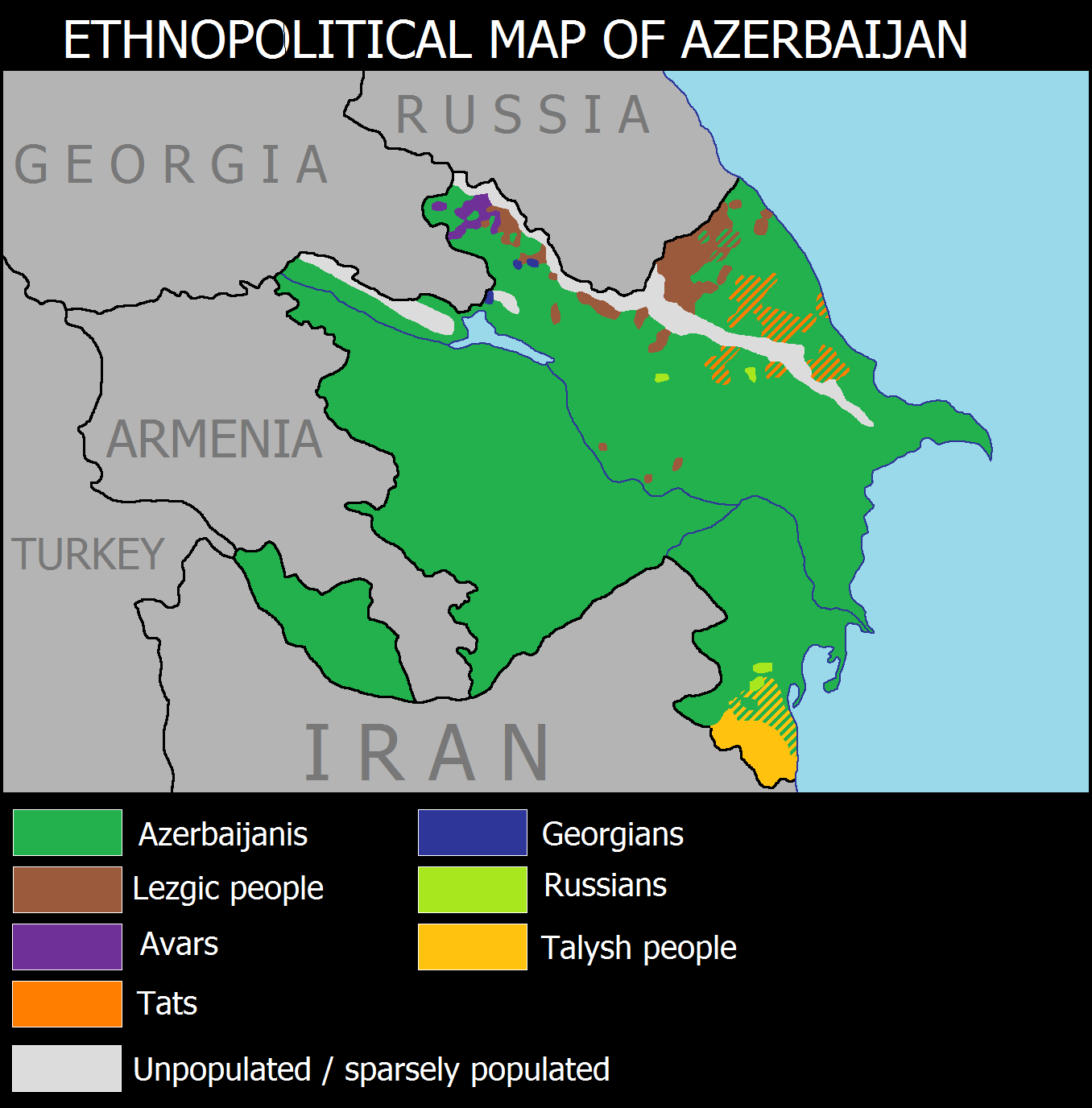
Этнополитическая карта Азербайджана (2024 год, после распада непризнанной Нагорно-Карабахской Республики и исхода армян Нагорного Карабаха в 2023 году).

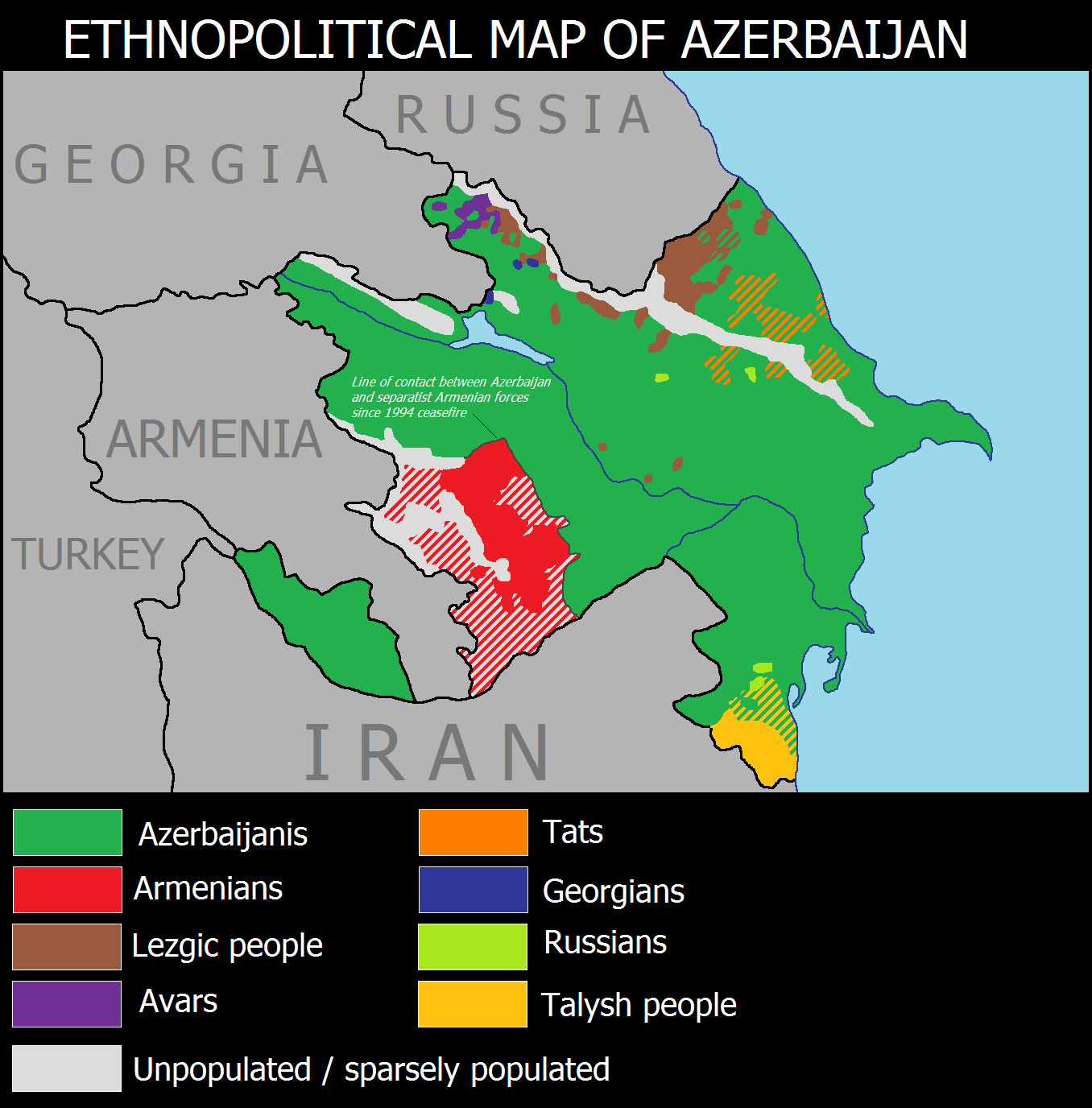
Этнополитическая карта Азербайджана (1994-2020, после Первой карабахской войны и до Второй карабахской войны).

Языки Азербайджана относятся к 4 языковым семьям — индоевропейской, алтайской, картвельской, нахско-дагестанской. В Азербайджане наиболее распространённым языком является азербайджанский (по переписи 2009 года им свободно владело 98,6 % населения). В качестве языков обучения и общения важную роль играют русский и английский языки (по переписи 2009 года ими владели как родными соответственно 7,6 % и 0,8 % населения страны). Кроме того, коренные народы говорят на лезгинском, талышском, аварском, грузинском, цахурском, курдском, татском, удинском. Горские евреи также используют джухури, однако его употребление сократилось в связи с эмиграцией и модернизацией.

## Языки Азербайджана
Согласно действующей Конституции, официальным языком Азербайджанской Республики является азербайджанский. В Конституции сказано, что Азербайджанская Республика обеспечивает свободное использование и развитие других языков, на которых говорит население.

### Официальный язык
Азербайджанский язык входит в огузскую подгруппу тюркской группы алтайской семьи языков. Согласно Закону «О государственном языке в Азербайджанской Республике» знание азербайджанского языка является обязательным. Он используется во всех сферах политической, общественной, экономической, научной и культурной жизни страны. Закон устанавливает, что государство обеспечивает использование, защиту и развитие государственного языка.

### Армянский язык
В пределах официальных границ Азербайджана на армянском языке (чаще его карабахском диалекте) сегодня говорят, в основном, лишь этнические армяне, живущие на территории, Карабахского региона Азербайджана. Им владеют также многие азербайджанцы-беженцы из Армении.

### Дагестанские языки
В Азербайджане представлены следующие дагестанские языки:
Буду́хский язы́к — на нем говорят в Будуге, Дели-Кая, Пирусти, Ялавандж и других селах Кубинского и Хачмазского района Азербайджана. Будухский язык бесписьменный. Считается, что язык находится под угрозой исчезновения. Язык имеет 4 грамматических класса, 14 падежей. Имена числительные в будухском языке делятся на количественные, разделительные, кратные, а порядковые числительные заимствованы из азербайджанского языка.  Азербайджанский язык повлиял на будухский с лексической точки зрения.
Хиналу́гский язы́к  распространен на северо-востоке Азербайджана среди  малочисленной этнической группы проживающей в Кубинском районе, в селе Хыналыг . Хиналугский язык бесписьменный. Его синтаксис до сих пор недостаточно изучен. Хиналугский поэт Рагим Алхас в 1991 году издал перевод произведений Низами Гянджеви на хиналугский язык.
Рутульский язык -  Его изучают в школах, разных специализированных учебных заведениях и в нескольких высших учебных заведений Дагестана. На рутульском языке говорят и в Азербайджане, в основном в Шекинском и Кахском районах В 2013 году в Азербайджане рутульцам разработали алфавит на основе латинского.
Цахурский язык – по оценкам ЮНЕСКО на цахурском языке говорят 25,000 людей. В селе Сувагиль (Закатала) один раз в неделю проводится обучение цахурского языка. Цахурский язык преподаётся на основе латинского алфавита в школах Азербайджана. Цахурский язык схожий с рутульским языком. В языке присутствует влияние азербайджанского языка, что объясняется проживанием цахуров на территории Азербайджана.
- Аварский язык
- Ахвахский язык
- Крызский язык
- Лезгинский язык
- Удинский язык

### Иранские языки
- Джухури — также вид еврейско-иранского языка.
- Курдский язык
- Татский язык
- Талышский язык

### Картвельские языки

#### Грузинский язык
На грузинском языке говорят на севере Азербайджана в районах Балакен, Загатала и Гах. На этих территориях компактно проживают грузины. Согласно переписке 2007 года их численность составила 15 тысяч человек. Грузины, проживающие в этих районах, говорят на ингилойском диалекте грузинского языка, который похож на кахетинский диалект грузинского. Функционируют грузиноязычные школы, театры и другие общественные организации. В столице Азербайджана, Баку действует бесплатная школа грузинского языка, которая каждый год принимает учеников. Интерес к грузинскому языку в Азербайджане растет, что связано с торгово-экономическими отношениями между двумя странами.

### Жестовые языки
Глухие и слабослышащие Азербайджана используют для общения азербайджанский, турецкий и русский жестовые языки. Они не имеют официального статуса.